# Aglică
Aglica (Filipendula vulgaris) este o plantă perenă din familia Rosaceae, specie înrudită cu crețușca (Filipendula ulmaria).